# Jundiá (Alagoas)
Jundiá (antigamente Vila de Jundiá) é um município brasileiro do estado de Alagoas. De acordo com o censo realizado pelo IBGE em 2010, sua população é de 4.202 habitantes.

## História
Jundiá tem suas primeiras escrituras registradas em Olinda, Pernambuco. O nome do município foi escolhido em razão da grande quantidade de peixes da espécie jundiá encontrados no Rio Manguaba.
A ocupação começou de uma propriedade de Gregório e Vituriana Alves e, mesmo com poucas casas, garantiu progresso pela estrada de Palmares, em Pernambuco e da lavoura canavieira.
Em 1860, quando Dom Pedro II viajou à Colônia Leopoldina também passou por Jundiá, doando terras da Coroa a moradores da região.
Os pioneiros do desenvolvimento da cidade são: João Alves de Lima, Francisco Carlos de Oliveira, Joaquim Carlos e Pedro Alves, além de Antônio Buarque, que formou o comércio para Jundiá.
Em 1926 foi construída a primeira igreja pelo padre Francisco Gerardi em louvor à padroeira do município, Nossa Senhora da Conceição.
O movimento da emancipação política de Jundiá começou perto de 1954. Tertuliano Turíbio de Araújo e João Batista de Moraes foram os líderes. Em agosto de 1960, Jundiá foi emancipado de Porto Calvo, ganhando autonomia política.
Em 28 de abril de 2011, foi registrada a maior enchente que a cidade sofreu, chegando a ficar 1 m acima da ponte de acesso aos conjuntos.

## Cultura
Jundiá tem na tradição folclórica seu maior acervo, num resgate permanente a folguedos como guerreiro, que manifestam a cultura popular. Também fazem parte do nosso folclore: quadrilhas, pastoril e o coco de roda. A crença na fé em Nossa Senhora da Conceição também atrai muitos visitantes à festa de sua padroeira. O clima festivo do município e de sua população, chega ao auge do mais novo evento da cidade, o Jundiá Fest, um carnaval fora de época (realizado no início de março), que já faz parte do circuito estadual de micaretas.

## Arte
O povo jundiaense destaca-se em: poesia, bordado, pintura, costura, culinária, crochê, artesanatos variados, etc.

## Topografia
O município apresenta relevo algo acidentado, estando localizado na região da mata existindo característica montanhosa.

## Vegetação
Na agricultura predomina a cana-de-açúcar e a mandioca. Atualmente a floresta encontra-se devastada, pois as árvores foram cortadas para dar lugar à cana-de-açúcar e à plantação de outras lavouras como inhame, batata-doce, pimenta e milho.

## Hidrografia
O rio Manguaba banha o município de Jundiá, sua nascente na Serra Teixeira passa por alguns municípios desaguando na cidade de Porto de Pedras. Segue-se em importância os riachos: Brejinho, Manguabinha, Lava Pé e o açude Promontório que abastece a cidade.